# Bouret-sur-Canche
Bouret-sur-Canche és un municipi francès situat al departament del Pas de Calais i a la regió dels Alts de França. L'any 2007 tenia 247 habitants.

## Demografia

### Població
El 2007 la població de fet de Bouret-sur-Canche era de 247 persones. Hi havia 96 famílies de les quals 16 eren unipersonals (4 homes vivint sols i 12 dones vivint soles), 48 parelles sense fills, 24 parelles amb fills i 8 famílies monoparentals amb fills.
La població ha evolucionat segons el següent gràfic:
Habitants censats

### Habitatges
El 2007 hi havia 127 habitatges, 101 eren l'habitatge principal de la família, 24 eren segones residències i 1 estava desocupat. 126 eren cases i 1 era un apartament. Dels 101 habitatges principals, 93 estaven ocupats pels seus propietaris, 5 estaven llogats i ocupats pels llogaters i 3 estaven cedits a títol gratuït; 2 tenien dues cambres, 11 en tenien tres, 25 en tenien quatre i 63 en tenien cinc o més. 86 habitatges disposaven pel capbaix d'una plaça de pàrquing. A 37 habitatges hi havia un automòbil i a 55 n'hi havia dos o més.

### Piràmide de població
La piràmide de població per edats i sexe el 2009 era:
| Homes | Edats   | Dones |
| ----- | ------- | ----- |
| 0     | 95 o +  | 0     |
| 0     | 90 a 94 | 0     |
| 0     | 85 a 89 | 4     |
| 4     | 80 a 84 | 0     |
| 0     | 75 a 79 | 8     |
| 8     | 70 a 74 | 4     |
| 8     | 65 a 69 | 12    |
| 4     | 60 a 64 | 0     |
| 4     | 55 a 59 | 12    |
| 12    | 50 a 54 | 8     |
| 16    | 45 a 49 | 12    |
| 0     | 40 a 44 | 4     |
| 8     | 35 a 39 | 0     |
| 0     | 30 a 34 | 8     |
| 8     | 25 a 29 | 4     |
| 0     | 20 a 24 | 8     |
| 4     | 15 a 19 | 4     |
| 4     | 10 a 14 | 8     |
| 4     | 5 a 9   | 4     |
| 0     | 0 a 4   | 4     |

## Economia
El 2007 la població en edat de treballar era de 163 persones, 110 eren actives i 53 eren inactives. De les 110 persones actives 93 estaven ocupades (49 homes i 44 dones) i 15 estaven aturades (7 homes i 8 dones). De les 53 persones inactives 26 estaven jubilades, 12 estaven estudiant i 15 estaven classificades com a «altres inactius».

### Ingressos
El 2009 a Bouret-sur-Canche hi havia 98 unitats fiscals que integraven 257 persones, la mediana anual d'ingressos fiscals per persona era de 19.230 €.

### Activitats econòmiques
Dels 3 establiments que hi havia el 2007, 2 eren d'empreses de fabricació d'altres productes industrials i 1 d'una empresa classificada com a «altres activitats de serveis».
L'any 2000 a Bouret-sur-Canche hi havia 7 explotacions agrícoles.

## Equipaments sanitaris i escolars
El 2009 hi havia una escola elemental.

## Poblacions més properes
El següent diagrama mostra les poblacions més properes.